# 1994 GV9
1994 GV9 är ett transneptunskt objekt i Kuiperbältet. Det upptäcktes den 15 april 1994 av den brittiske astronomen David C. Jewitt och den amerikanska astronomen Jun Chen vid Mauna Kea-observatoriet.